# İqrar Əliyev
Əliyev İqrar Həbib oğlu (Transliteration Igrar Aliyev; * 14. März 1924 in Baku; † 11. Juni 2004 ebenda) war ein aserbaidschanischer Historiker, Hochschullehrer und Mitglied der Nationalen Akademie der Wissenschaften Aserbaidschans (NAWA).
Seine Forschungsfelder waren die Herkunft und Geschichte des aserbaidschanischen Volkes sowie die Ethnogenese von Ukrainern, Russen und insbesondere der Türken. Er tat sich besonders als Propagandist der umstrittenen Theorie über die Herkunft der modernen Aserbaidschaner von den kaukasischen Albanern hervor.

## Leben
Igrar Aliyev wurde am 14. März 1924 in Baku geboren. Er besuchte die Schule Nr. 18 in Baku und studierte von 1940 bis 1945 an der Fakultät für Geschichte der Staatlichen Universität Baku. Nach seinem Universitätsabschluss wurde er im selben Jahr zum Postgraduiertenstudiengang des Instituts für Geschichte der Aserbaidschanischen Akademie der Wissenschaften zugelassen.
Er beherrschte Altgriechisch und Latein fließend und vertiefte unter Anleitung des Akademikers V. Struve und anderer russischer Wissenschaftler in Leningrad seine Kenntnisse auf dem Gebiet der iranischen Philologie. Er erlernte eine Reihe ausgestorbener Sprachen des Nahen Ostens, wie etwa Akkadisch, Altjüdisch und Sumerisch.
Igrar Aliyev publizierte 1961 seine Doktorarbeit und erlangte 1962 seinen Doktortitel. 1981 erhielt er den Titel eines Professors. Seit 1980 war er korrespondierendes Mitglied der Aserbaidschanischen Akademie der Wissenschaften, seit 2001 ordentliches Mitglied. 2003 wurde er zum ordentlichen Mitglied der Aserbaidschanischen Zweigstelle der Internationalen Akademie der Wissenschaften gewählt.

## Akademische Aktivitäten
Er ist einer der Gründer der neuen wissenschaftlichen Schule für die antike Geschichte Aserbaidschans und hat zum ersten Mal altsumerische, assyrische, babylonische, iranische und andere altorientalische Quellen in wissenschaftliche Untersuchungen einbezogen. Als erster in der aserbaidschanischen Geschichtsschreibung begann er, die Geschichte der Meder zu studieren. Ergebnis seiner Studien über die Meder war das Buch „The History of Media“, das 1960 veröffentlicht wurde. Diese Arbeit wurde 1961 als Doktorarbeit am Institut für Orientalistik der Akademie der Wissenschaften der UdSSR in Moskau angenommen.
In seinen zahlreichen Werken wurde die Meder-Kultur ausführlich behandelt und das ethnohistorische Problem der Bewohner Südaserbaidschans und der benachbarten Provinzen eingehend untersucht.
Igrar Aliyev war Mitglied des Wissenschaftlichen Rates der Sowjetischen Enzyklopädie Aserbaidschans. Seine Artikel in der Enzyklopädie decken ein breites Spektrum der alten Geschichte Aserbaidschans, der Philologie des Alten Orients und insbesondere der historischen Probleme des kaukasischen Albaniens ab. Er ist einer der Autoren der 1979 veröffentlichten „Geschichte Aserbaidschans“. Unter seiner Leitung und direkten Beteiligung wurde 1993 eine detailliertere und umfangreichere einbändige „Geschichte Aserbaidschans“ veröffentlicht, die einen weiten Zeitraum abdeckt. 
Aliyev nahm an vielen archäologischen Expeditionen teil, darunter nach Gabala, Shamakhi, Nachitschewan, Agsu, Ismayilli, Lankaran, Astara u. a., zudem beteiligte er sich an der Ausgrabung und Erforschung archäologischer Denkmäler in den Regionen.

## Leugnung der armenischen Geschichte in Bergkarabach
1997 schrieb Əliyev gemeinsam mit seinem Co-Autor Kamil Mamedzade in einem Pamphlet über Architektur in Bergkarabach, dass das unter dem Prinzen Hassan Dschalaljan aus dem Haus Hassan-Dschalaljan vom Fürstentum Chatschen im Jahr 1216 gegründete armenische Kloster Gandsassar von „kaukasischen Albaniern“ erbaut worden sei, obwohl es im 13. Jahrhundert kein Albania mehr gab. Jegliche Erwähnung der mittelalterlichen armenischen Inschriften wird vermieden. Die Autoren schreiben: „Die unbestreitbare Schlussfolgerung ergibt sich von allem oben Gesagten, dass die so genannten Armenier von Karabach und die Aserbaidschaner von Nord-Aserbaidschan als solche (die Nachkommen der albanischen Bevölkerung sind) dieselbe Mutter teilen. Beide sind völlig unbestreitbar ehemalige Albanier, und deshalb haben die Armenier als solche [Hervorhebung im Original] auf dem Territorium von Bergkarabach, in das sie nach dem ersten Viertel des neunzehnten Jahrhundert in riesigen Mengen strömten, keine Rechte.“

## Publikationen (Auswahl)
- О первых племенных союзах на территории Азербайджана (Über die ersten Stammesverbände auf dem Territorium Aserbaidschans). Баку (Bakı), 1959 (russisch).
- История Мидии (Geschichte Mediens). Баку (Bakı), 1960. (russisch, persische Übersetzung 2010).
- И. Алиев, Ф. Гадиров (İ. Əliyev, F. Gadirov): Кабала (Knechtschaft). Баку (Bakı), 1985 (russisch).
- Очерк истории Атропатены (Aufsatz zur Geschichte von Atropatene). Баку (Bakı), 1989 (russisch).
- Нагорный Карабах: История. Факты. События (Bergkarabach: Geschichte. Fakten. Veranstaltungen). Баку (Bakı), „Elm“, № 22–34, 1989 (russisch).
- Azərbaycan tarixi (Geschichte Aserbaidschans). Bakı, 1993 (aserbaidschanisch).
  - Russische Übersetzung: История Азербайджана. С древнейших времен до начала XX века. Баку (Bakı), 1995.
- И. Алиев, К. Мамедзаде (İ. Əliyev, K. Mamedzade): Албанские памятники Гарабага (Albanische Denkmäler von Karabach). Баку (Bakı), 1997 (russisch)
- О некоторых вопросах этнической истории азербайджанского народа (Zu einigen Fragen der ethnischen Geschichte des aserbaidschanischen Volkes). Баку (Bakı), 2002 (russisch)